# Villeneuve-de-Berg (tổng)

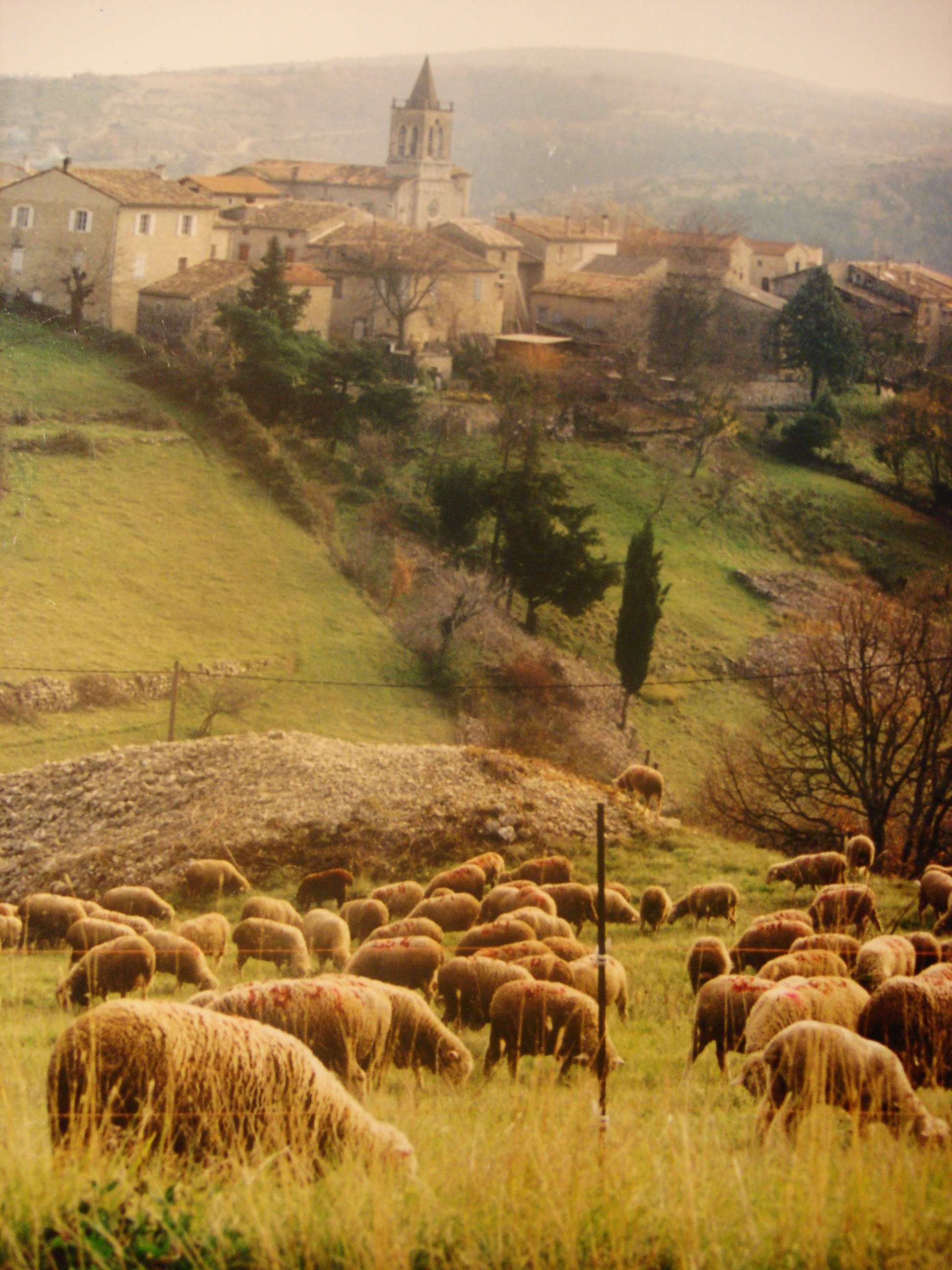
Saint-Andéol-de-Berg

Tổng Villeneuve-de-Berg là một tổng của Pháp nằm ở tỉnh Ardèche trong vùng Rhône-Alpes.
Tổng này được tổ chức xung quanh Villeneuve-de-Berg ở quận Privas. Độ cao biến thiên từ 121 m (Saint-Maurice-d'Ardèche) đến 1 019 m (Saint-Laurent-sous-Coiron) với độ cao trung bình là 350 m.

## Hành chính
| Giai đoạn | Ủy viên              | Đảng             | Tư cách                                |
| --------- | -------------------- | ---------------- | -------------------------------------- |
| 1982-2001 | Lucien Auzas         | Đảng xã hội Pháp | Thị trưởng Lavilledieu                 |
| 2001-2008 | Jean-Pierre Gaillard | DVD              | Ủy viên đô thị Saint-Jean-le-Centenier |
| 2008-2014 | Jean-Paul Roux       | DVG              | Thị trưởng Lussas                      |

## Các đơn vị hành chính
Tổng Villeneuve-de-Berg bao gồm 17 xã với dân số 8 521 người (điều tra năm 1999, dân số không tính trùng).
| Xã                        | Dân số | Mã bưu chính | Mã insee |
| ------------------------- | ------ | ------------ | -------- |
| Berzème                   | 135    | 07580        | 07032    |
| Darbres                   | 212    | 07170        | 07077    |
| Lanas                     | 325    | 07200        | 07131    |
| Lavilledieu               | 1 430  | 07170        | 07138    |
| Lussas                    | 776    | 07170        | 07145    |
| Mirabel                   | 314    | 07170        | 07159    |
| Rochecolombe              | 170    | 07200        | 07190    |
| Saint-Andéol-de-Berg      | 94     | 07170        | 07208    |
| Saint-Germain             | 505    | 07170        | 07241    |
| Saint-Gineis-en-Coiron    | 96     | 07580        | 07242    |
| Saint-Jean-le-Centenier   | 573    | 07580        | 07247    |
| Saint-Laurent-sous-Coiron | 132    | 07170        | 07263    |
| Saint-Maurice-d'Ardèche   | 241    | 07200        | 07272    |
| Saint-Maurice-d'Ibie      | 160    | 07170        | 07273    |
| Saint-Pons                | 203    | 07580        | 07287    |
| Villeneuve-de-Berg        | 2 429  | 07170        | 07341    |
| Vogüé                     | 726    | 07200        | 07348    |

## Thông tin nhân khẩu
| 1962                                                     | 1968  | 1975  | 1982  | 1990  | 1999  |
| -------------------------------------------------------- | ----- | ----- | ----- | ----- | ----- |
| 5 368                                                    | 6 002 | 5 949 | 6 708 | 7 516 | 8 521 |
| Nombre retenu à partir de 1962 : dân số không tính trùng |       |       |       |       |       |